# Solveig Lindelof
Solveig Mølle Lindelof (født 2006 i Hvidovre) er en dansk sanger, som vandt det danske X Factor 2021 med 52,7% af stemmerne.

## Diskografi
- "Cranes in the Sky"

## Eksterne Henvisninger
- Solveig Lindelof på Instagram
- Solveig Lindelof på Discogs